# Spielerhandbuch
Das Spielerhandbuch (englisch Player's Handbook, bis zur 2. Edition noch Players Handbook) ist das Grundregelwerk des Pen-&-Paper-Rollenspiels Dungeons & Dragons. Im Spielerhandbuch sind alle Regeln enthalten, die benötigt werden, um Dungeons & Dragons spielen zu können; gleichwohl gibt es aber noch die ergänzenden Regelwerke Spielleiterhandbuch und Monsterhandbuch, wobei ersteres vor allem für den Spielleiter zum Erstellen eigener Kampagnen und letzteres als Referenz für die Attributswerte von Kreaturen gedacht ist.
Schon seit der ersten Edition (AD&D) enthält das Spielerhandbuch die Regeln, um einen Charakter zu erschaffen, Tabellen mit Übersichten über Gegenstände, Waffen und Ausrüstung, Hinweise zum Würfelprinzip, zum Ablauf eines Abenteuers, zum Kampf, sowie Übersichtstabellen zu Zaubern, Zuständen, Gottheiten und Kreaturen.

## Advanced Dungeons & Dragons
Das erste Spielerhandbuch erschien 1978 für die erste Edition von Advanced Dungeons & Dragons (AD&D) als 128-seitiges Hardcover-Buch. Geschrieben wurde es von Gary Gygax, Mike Carr überarbeitete es. Das Buch erschien im TSR Verlag. Mit dem ersten Spielerhandbuch wurde auch die Bezeichnung des Spielleiters als Dungeon Master etabliert.
Mit der dritten Edition des Spiels (DnD 3E und DnD 3.5) wurde schlussendlich das D20-System als einheitliches Würfelsystem eingeführt. Außerdem wurden neue Völker und Klassen eingeführt und die Bezeichnung „Advanced“ aus dem Titel des Spiels gestrichen.

## Dungeons & Dragons
Die vierte Edition (DnD 4E) erschien im Juni 2008 und sollte erneut umfassende Änderungen für das Spiel bringen, wodurch aus das Spielerhandbuch grundlegend überarbeitet werden musste. Die Einführung vieler neuer Völker und Klassen führte schließlich dazu, dass das Buch in zwei Bände geteilt wurde.
Im August 2014 entschied sich Wizards of the Coast dazu, mit der fünften Edition (DnD 5E) eine neue Edition des Spiels zu schaffen und auch ein neues Spielerhandbuch herauszugeben. In der 5. Edition wurde wieder ein einzelnes Buch als Hardcover publiziert, welches alle Grundregeln von Dungeons & Dragons zusammenfasst. Die aktuelle Ausgabe des Spielerhandbuchs enthält die nachfolgenden Abschnitte:
- Charaktererschaffung Schritt für Schritt
- Völker
- Klassen
- Persönlichkeit und Hintergrund
- Ausrüstung
- Anpassungsmöglichkeiten
- Attributswerte verwenden
- Auf Abenteuer ausziehen
- Kampf
- Zauber wirken
- Zauber
- Zustände
- Götter des Multiversums
- Die Existenzebenen
- Kreaturenspielwerte
- Lektüre zur Inspiration

Als Verleger trat ab der Edition 3.5 Wizards of the Coast und nicht mehr TSR auf; die deutsche Ausgabe wurde zeitweise von Ulisses Spiele verlegt, seit 2021 publiziert Wizards of the Coast allerdings auch die Übersetzungen ihrer Bücher selbst.
Nachdem Wizards of the Coast 2023 bekanntgab, ihre Open Game License abändern zu wollen, was viele Einschränkungen zur Folge gehabt hätte, löste dies einen großen Tumult aus, und viele Personen, die ehemals freiwillig Inhalte für Dungeons & Dragons erstellt hatten kündigten an, das Spiel boykottieren zu wollen, sollten die Änderungen durchgezogen werden. Wizards of the Coast sah diesen Fehler ein und entschuldigte sich bei ihren Fans. Als Reaktion hierauf wurde die alte OGL nicht nur beibehalten, sondern darüber hinaus fast der komplette Inhalt des Spielerhandbuchs der 5. Edition unter eine Creative Commons Lizenz gestellt und als neues Systemreferenzdokument 5.1 zur Verfügung gestellt.

## Auszeichnungen
- Das Spielerhandbuch zur vierten Edition erreichte Platz 14 auf der WSJ-Bestsellerliste.
- Das Spielerhandbuch zur fünften Edition erreichte Platz 1 auf der Publishers-Weekly-Bestsellerliste.
- Das Spielerhandbuch zur fünften Edition erhielt die Auszeichnung „Bestes Rollenspiel“ sowie den Publikumspreis der Origins Awards.
- Das Spielerhandbuch zur fünften Edition erhielt die Auszeichnungen „Bestes Spiel“, „Bestes Regelwerk“ und „Produkt des Jahres“ der ENNIE Awards.
- Jeremy Crawford, Bearbeiter des Spielerhandbuchs zur fünften Edition, erhielt die Auszeichnung „Bestes Schriftwerk“ der ENNIE Awards.